# Früchte des Zorns

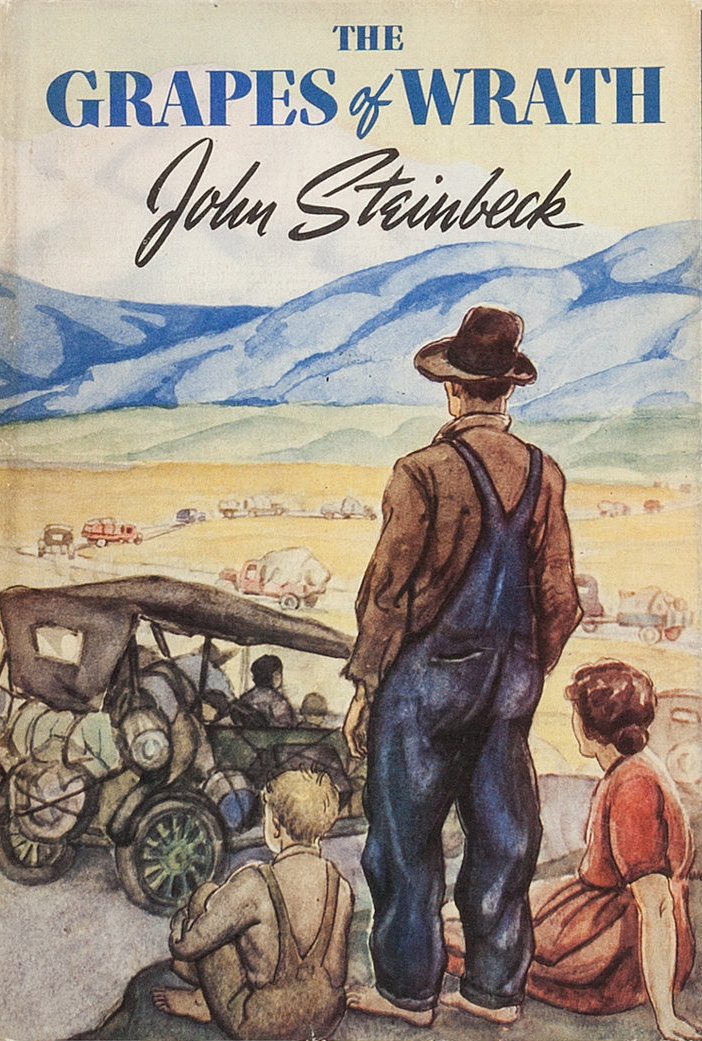
Bucheinband von Elmer Hader für die amerikanische Erstausgabe von 1939

Früchte des Zorns (englischer Originaltitel: The Grapes of Wrath) ist der 1939 veröffentlichte, bekannteste Roman des US-amerikanischen Schriftstellers und späteren Nobelpreisträgers John Steinbeck. Noch im Jahr seines Erscheinens wurde er mit dem National Book Award und 1940 mit dem Pulitzer-Preis ausgezeichnet. Das Magazin Time zählt ihn zu den besten 100 englischsprachigen Romanen, die zwischen 1923 und 2005 veröffentlicht wurden.
Das sozialkritische und naturalistische Werk schildert am Beispiel der verarmten Farmersfamilie Joad die Folgen einer doppelten, ökonomischen und ökologischen Katastrophe: der Großen Depression, die auf die Weltwirtschaftskrise von 1929 folgte und der zum Teil menschengemachten Dürre, die Mitte der 1930er Jahre weite Teile von Oklahoma und Arkansas heimsuchte. Hochverschuldet verlieren die Joads ihr Farmland an eine Bank. Wie Hunderttausende anderer so genannter Okies ziehen sie von der Dust Bowl über die Route 66 nach Kalifornien, um sich dort als Wanderarbeiter zu verdingen. Doch statt der erhofften, gut bezahlten Arbeit erwartet sie dort nur Ausbeutung, Hunger und Fremdenfeindlichkeit.
Der Roman entstand aus einer Serie journalistischer Artikel, die John Steinbeck 1936 veröffentlicht und für die er Okies auf ihrem Treck nach Westen begleitet hatte. Seine realitätsgetreue Darstellung der Trecks, der Auffanglager und der Lebensumstände der Wanderarbeiter verleiht dem Werk neben seinem literarischen auch einen hohen dokumentarischen Wert. Steinbecks erklärtes Ziel war es, mit „Früchte des Zorns“ Empörung über die sozialen und politischen Missstände zu wecken, die von einer ungerechten Wirtschaftsordnung und der Zerstörung der Umwelt hervorgerufen werden.

## Titel und Widmung
Der Titel des Romans zitiert den Vers eines Gedichts, das die Abolitionistin Julia Ward Howe während des Amerikanischen Bürgerkriegs auf die Melodie von John Brown’s Body geschrieben hatte und das als „Schlachthymne der Republik“ zum Marschlied der Unionsarmee wurde.
| Mine eyes have seen the glory of the coming of the Lord: He is trampling out the vintage where the grapes of wrath are stored. | Mein Auge sah die Ankunft unseres Herrn in ihrem Ruhm. Er stampfet aus die Kelter, wo des Zornes Früchte ruhn. |

Der Buchtitel verweist also auf den Kampf gegen die Sklaverei in den Vereinigten Staaten und wie die Liedzeile zugleich auf eine Bibelstelle aus der Offenbarung des Johannes (14,19 ): „Und der Engel schlug seine Sichel an die Erde und schnitt den Weinstock der Erde und warf ihn in die große Kelter des Zornes Gottes“.
Der Roman ist zwei Personen, Carol und Tom, gewidmet. Carol (1906–1983), die erste Ehefrau Steinbecks, gab Anregungen zu dem Buch und fand den Titel The Grapes of Wrath. Sie tippte auch das Manuskript und besorgte die Erstkorrektur. Tom Collins (1897?–1961) war Verwalter eines Auffanglagers für die Arbeitsmigranten und brachte Steinbeck mit vielen Vorbildern seiner Protagonisten in Kontakt. Zudem ermöglichte er Steinbeck Einblick in die umfangreichen Notizen seiner Mitarbeiterin Sanora Babb, die ebenfalls an einem Buch zum selben Thema arbeitete. Steinbeck kam ihr mit der Veröffentlichung zuvor und ihr Werk Whose Names are Unknown erschien erst 2004.

## Aufbau
Das Schicksal der sogenannten Okies wird anhand der Farmerfamilie Joad, die trotz aller Entbehrungen und Demütigungen ihre Menschlichkeit und Würde bewahrt, exemplarisch geschildert. Jedem Kapitel geht jeweils als zweiter synoptischer Erzählstrang ein Kapitel voraus, in dem das Geschehen in einen gesellschaftlichen Zusammenhang eingebettet wird. Der Roman besitzt in der exemplarischen Darstellung der Hauptcharaktere, die im Laufe des Romans eine Umwandlung erleben, Züge einer Parabel.

## Inhalt

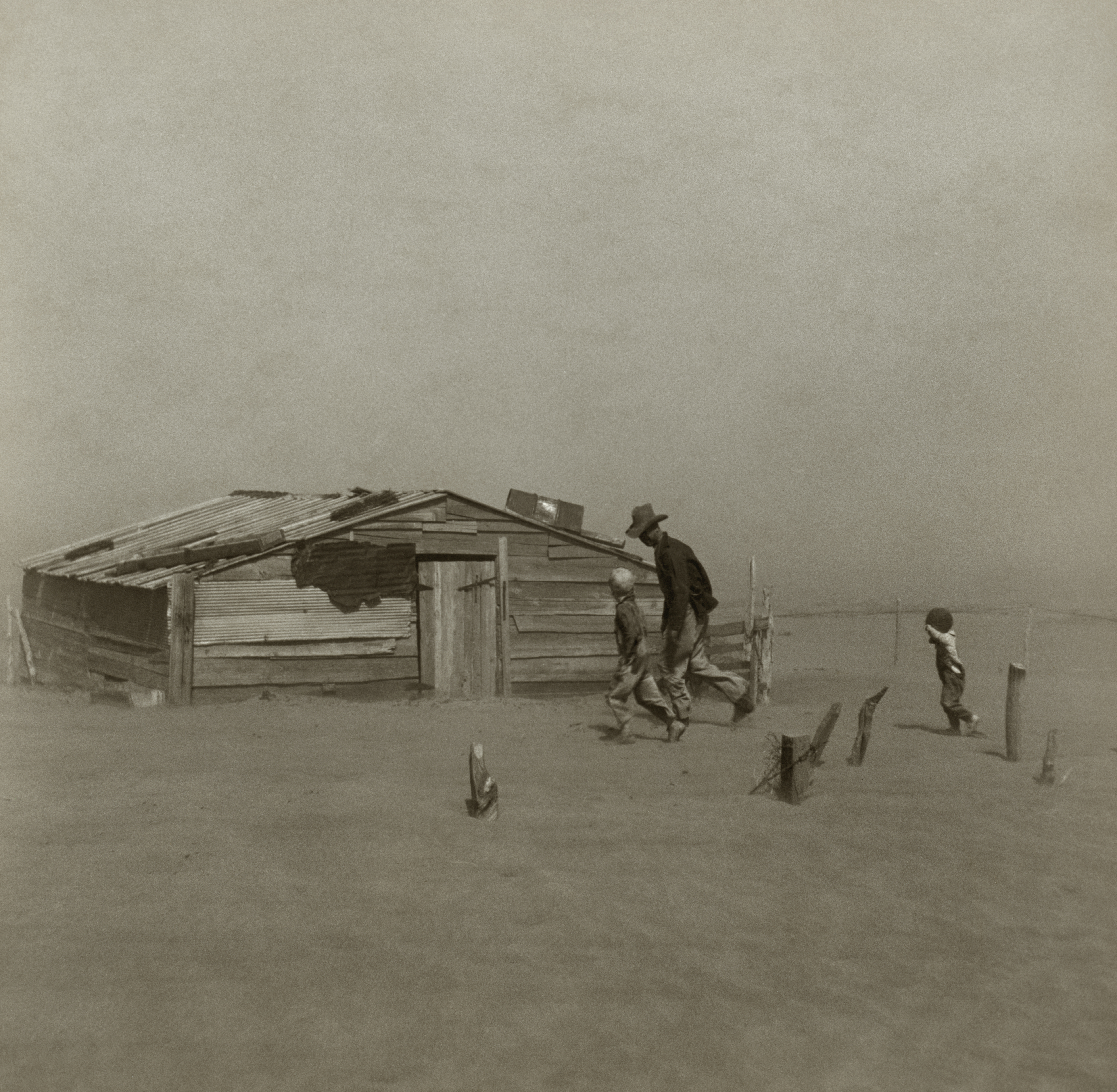
Farmbewohner in Oklahoma während eines Staubsturms, wie ihn Steinbeck im ersten Kapitel des Romans beschreibt.

Als nach einer längeren Dürre die Farmerfamilie Joad in Oklahoma ihre Schuldzinsen nicht mehr bezahlen kann, wird sie von den Grundbesitzern vom nur mehr in Pacht bewirtschafteten Land vertrieben. Auf Handzettel hin, auf denen gut bezahlte Arbeit als Landarbeiter in Kalifornien versprochen wird, macht sich die Familie wie hunderttausend andere mit einem alten Hudson Super Six, der zu einem Lastwagen umgebaut worden war, auf den Weg nach Westen. Neben den Eltern reisen die Großeltern, der Onkel, die erwachsenen Söhne Tom, Al und Noah, die schwangere Tochter Rose of Sharon (Anspielung auf die biblische Rose von Scharon) mit ihrem jungen Mann Connie, die Kinder Ruthie und Winfield und der Wanderprediger Jim Casy. Die Großeltern verkraften den Verlust der Heimat nicht und sterben bereits auf der beschwerlichen Fahrt. Noah und Connie laufen davon. Der Vater verliert resignierend seine Führungsrolle immer mehr an die Mutter, die mit aller Kraft ein Auseinanderbrechen der Familie zu verhindern versucht. Tom, der wegen Totschlags im Gefängnis gesessen hatte und gerade erst auf Bewährung entlassen worden war, ist eine weitere Stütze.
In Kalifornien erwarten die Familie statt der erhofften gut bezahlten Arbeit wirtschaftliche Ausbeutung, Hunger und Anfeindung durch die ansässige Bevölkerung. Als schließlich Jim Casy, der sich Streikenden anschließt, von Hilfstruppen der Grundbesitzer erschlagen wird, begeht Tom einen Totschlag. Ein von der staatlichen Farm Security Administration betriebenes Migrantenlager verschafft der Familie noch einmal eine kurze Erholung. Schließlich übernimmt Tom das Gedankengut des Wanderpredigers, verlässt die Familie, auch um diese durch seine Tat nicht zu gefährden, und widmet sich dem Kampf für die Rechte der Migranten. Das Auseinanderfallen der Familie geht einher mit dem Aufgehen der Einzelschicksale in eine Schicksalsgemeinschaft von Tausenden. Als Rose eine Totgeburt erleidet, kommt es zu einer Schlussszene, in der sie einem verhungernden fremden Mann die Brust gibt.

## Wirkung
Steinbecks Roman erschien in den Vereinigten Staaten am 14. April 1939 im Buchhandel. Trotz Anfeindungen aus den Reihen der politischen Rechten und der Großgrundbesitzer bis hin zu Verboten und Bücherverbrennungen sowie kontroverser Diskussionen in Fachkreisen wurde der Roman 1940 mit dem Pulitzer-Preis und 1962 Steinbeck mit dem Nobelpreis für Literatur ausgezeichnet.
Bereits 1940 entstand eine gleichnamige Verfilmung von Regisseur John Ford mit Henry Fonda als Protagonist Tom Joad, John Carradine als Jim Casy und Jane Darwell als Mutter. Fords Film, der selbst Klassikerstatus erreichte und mehrere Oscars gewann, blieb die bis heute einzige Verfilmung des Romans. Ein Theaterstück von Frank Galati stammt aus dem Jahr 1990.
Der amerikanische Folksänger Woody Guthrie widmete der Romanfigur Tom Joad eine Ballade. Diese wurde später auch von Andy Irvine aufgenommen und abgewandelt. 1991 nahm die englische Band Camel das Konzeptalbum Dust And Dreams auf, das die Handlung des Romans nacherzählt.
Bruce Springsteen benannte 1995 ein Lied und Album, in denen er die sozialen Missstände in Amerika anprangert, The Ghost of Tom Joad. Der Titeltrack wurde fünf Jahre später von Rage Against the Machine gecovert. Den Namen Ghost of Tom Joad gab sich im Jahr 2006 eine Post-Punk-Band in Münster. Im Jahr 2000 benannte sich eine Hamburger Band Früchte des Zorns. Die Alternative-Rock-Band Weezer veröffentlichte 2021 einen Song namens Grapes of Wrath.

## Ausgaben
- Die Früchte des Zornes. Humanitas, Zürich 1940 (deutschsprachige Erstausgabe, Übersetzung von Klaus Lambrecht).
- Früchte des Zorns. Vorwerk, Darmstadt / Berlin 1943 (Erste Ausgabe in Deutschland, Übersetzung von Karin von Schab).
- Früchte des Zorns. Diana, Konstanz / Stuttgart 1948 (Übersetzung von Klaus Lambrecht).
- Früchte des Zorns. Buchclub 65, Berlin 1965 (Erstausgabe in der DDR).
- Früchte des Zorns. Zsolnay, Wien 1993 u. 2002, ISBN 3-552-05191-0 (Übersetzung von Klaus Lambrecht, nachträglich revidiert); als Taschenbuch: 9. Auflage, dtv, München 1985ff, ISBN 978-3-423-10474-6.

## Dokumentation
Früchte des Zorns, Klassiker der Weltliteratur. Regie: Priscilla Pizzato. Arte, Frankreich 2018.